# Левенок, Всеволод Протасьевич
Все́волод Прота́сьевич Леве́нок (1906—1985) — советский археолог, сотрудник Ленинградского отделения Института истории материальной культуры АН СССР. Кандидат исторических наук (1970). Награждён медалью «За победу над Германией в Великой Отечественной войне 1941—1945 гг.» (1945).

## Биография
В. П. Левенок родился 19 июня 1906 года в городе Трубчевске в семье учителя. В 1925—1930 годах учился на живописном факультете Художественного техникума в Воронеже, который успешно окончил. До 1934 года работал учителем рисования в одной из школ Воронежа; параллельно был художником Воронежского краеведческого музея.
В начале 1930-х годов Левенок вместе с научными сотрудниками Воронежского краеведческого музея Д. Д. Леоновым и Н. В. Валукинским участвовал в археологических разведках в средней части течения реки Дона и по рекам Воронежу и Битюгу.
С 1935 года — директор Трубчевского краеведческого музея.
С 1936 года Левенок участвует в различных археологических экспедициях, в том числе Деснинской профессора М. В. Воеводского, Навлинской Смоленского музея, ведет собственные археологические разведки и раскопки. В частности, он исследовал городища юхновской культуры раннего железного века, в том числе Радутинское городище, поселение в устье реки Вабли, Трубчевское городище, Селецкое дюнное поселение и другие.
Он обследовал и открыл стоянку группы Жерено, исследовал курганный могильник Кветунь 1.
Основные работы В. П. Левенка были сосредоточены на территории Брянской и Липецкой областей, где он открыл в общей сложности свыше 600 памятников археологии
20 января 1985 года Левенок скончался в своей квартире на Васильевском острове в Ленинграде.

## Липецк
В 1958 году в составе Костенковской палеолитической экспедиции В. П. Левенок возглавлял разведочный отряд, который прошёл маршрут от Нововоронежа до Каменно-Верховки. В 1959 году Липецкий краеведческий музей совместно с Ленинградским отделением Института истории материальной культуры АН СССР организовал Верхне-Донской неолитический отряд (с 1962 года — Верхне-Донская экспедиция), руководителем котором стал Левенок.
В 1959 году было открыто более 100 памятников, а к 1968 году — свыше 400. В первую очередь исследовалась территория в пойме реки Матыры, которую планировалось отдать под Матырское водохранилище.
В процессе этих работ были также впервые найдены памятники мезолитической эпохи на Верхнем Дону, полностью изучена Долговская неолитическая стоянка, частично исследован самый северный сарматский курганный могильник (Ново-Никольский).
В 1960 году были проведены археологические исследования на Липецком городище. Повторные исследования, подтвердившие большое научное значение памятника, проводились Верхне-Донской археологической экспедицией в 1975 и в 1983 годах.
За вклад в липецкую археологию В. П. Левенок был удостоен звания почётного члена Данковского краеведческого общества, а в 1968 году он стал почётным гражданином города Липецка.

## Основные публикации
- Археологические работы Трубчевского музея // Краткие сообщения Института истории материальной культуры. — 1941. — Вып. 10. — С. 95-99.
- Неолит верхнего участка бассейна Средней Десны // Краткие сообщения Института истории материальной культуры. — 1948. — Вып. 23. — С. 60-66.
- Городища юхновской культуры // Краткие сообщения Института истории археологии АН УССР. — Киев, 1957. — Вып. 7. — С. 49-52.
- Работы Деснинского отряда 1956 г. // Краткие сообщения Института истории материальной культуры. — 1959. — Вып. 74. — С. 25-36.
- Пряслица городища Саркел-Белая Вежа // Материалы и исследования по археологии СССР. — 1959. — № 75. — С. 340—352.
- Волотовские курганы и их место в хронологии эпохи бронзы в Подонье // Известия ВГПИ. — Воронеж, 1960. — Т. XXI. — С. 171—176.
- Надгробия князей Трубецких // Советская археология. — 1961. — № 1. — С. 245—253.
- Ранненеолитическая стоянка у с. Долгое на Верхнем Дону // Краткие сообщения Института истории археологии. — 1963. — Вып. 92. — С. 76-82.
- Юхновская культура (ее происхождение и развитие) // Советская археология. — 1963. — № 3. — С. 79-96.
- К характеристике культур мезолита, неолита и бронзы в Воронежском Подонье // Известия ВГПИ. — Воронеж, 1964. — Т. 45. — С. 142—150.
- Скифский акинак с Верхнего Дона // Советская археология. — 1964. — № 2. — С. 201.
- Долговская стоянка и ее значение для периодизации неолита на Верхнем Дону // Материалы и исследования по археологии СССР. — 1965. — № 131. Вып. 5. — С. 223—251.
- Археология СССР. Свод археологических источников. Вып. ДI-12. Древности железного века в междуречье Десны и Днепра. Ч. 1-2. — М., 1962 (Рецензия) // Советская археология. — 1965. — № 1. — С. 315—317.
- Мезолит среднерусского Днепро-Донского междуречья и его роль в сложении местной неолитической культуры // Материалы и исследования по археологии СССР. — 1966. — № 126. — С. 88-98.
- Работы в бассейне Верхнего Дона // Археологические открытия. — М., 1965. — С. 150—151.
- Рыболовному снаряду 5000 лет // Огонек. — 1966. — № 22. — С. 28.
- Неолитические поселения на р. Матыре под Липецком // Краткие сообщения Института истории материальной культуры. — 1967. — Вып. 111. — С. 116—120.
- Исследования неолита на Дону // Археологические открытия. — М., 1966. — С. 29-30.
- Исследования в зоне Липецкого моря // Археологические открытия. — М., 1967. — С. 32-34.
- Первобытнообщинный строй на территории нашего края // Из истории Липецкого края. — Воронеж, 1969. — С. 5-10.
- Новые раскопки стоянки Подзорово (Тамбовская область) // Краткие сообщения Института истории материальной культуры. — 1969. — Вып. 117. — С. 84-90.
- Неолит Верхнего Дона и его место среди неолитических культур лесостепной зоны Европейской части СССР: автореф. дис. … канд. ист. наук / В. П. Левенок. — Л.: Ин-т археологии, 1969. — 20 с.
- Работы Верхнедонской экспедиции // Археологические открытия. — М., 1968. — С. 34-36.
- Памятники днепро-донецкой культуры в лесостепной полосе РСФСР // Краткие сообщения Института истории материальной культуры. — 1971. — Вып. 126. — С. 108—114.
- Работа Деснинского неолитического отряда // Археологические открытия. — М., 1971. — С. 65-66.
- Неолитические племена лесостепной зоны Европейской части СССР // Материалы и исследования по археологии СССР. — 1973. — № 172. — С. 197-98.
- Ново-Никольский могильник сарматского времени на Верхнем Дону // Краткие сообщения Института истории материальной культуры. — 1973. — Вып. 133. — С. 86-93.
- Мезолитические и неолитические кремневые орудия Селецких дюн // Краткие сообщения Института истории материальной культуры. — 1975. — Вып. 141.
- Образование древнерусского города // Брянский краевед. Вып. 8. — Брянск, 1976. — С. 25-31.
- К вопросу о новом районе городецкой культуры на Дону // Советская археология. — 1976. — № 2. — С. 15-32[1].